# ThatPOWER
«#thatPOWER» —en español: «Ese poder»— es una canción interpretada por el cantante y productor estadounidense will.i.am, con ayuda del cantante y compositor canadiense Justin Bieber. Forma parte del álbum #willpower, programado para lanzarse en abril de 2013. Sus dos intérpretes la compusieron con ayuda de Damien Leroy, mientras que este también la produjo únicamente con Will.i.am. La discográfica Interscope Records la lanzó como sencillo el 18 de marzo para su descarga digital a través de iTunes. De esta forma, «#thatPOWER» vendió 108 000 descargas durante su primera semana en los Estados Unidos y debutó número 42 en la principal lista del país, la Billboard Hot 100, donde registró el mejor debut de la edición del 6 de abril de 2013.
Una versión especial de la canción, fue usada para la NBA Playoffs 2013 en ESPN y ABC.

## Antecedentes
El 15 de marzo de 2013, Will.i.am hizo pública la portada de la canción a través de Twitter y comentó que sería su siguiente sencillo. El mismo día, la publicó en YouTube y tuvo su impacto radial en el Reino Unido. En una entrevista con Capital FM antes del estreno de la canción, Will.i.am reveló que la grabó el 20 de febrero de ese año luego de que él y Bieber saliesen de la ceremonia de los premios Brit, celebrados en la ciudad de Londres, Reino Unido. Añadió que primero habían ido de compras y después pasaron por el estudio de grabación, para posteriormente volver a la premiación y ver a Justin Timberlake actuar.

## Composición
Will describió a «#thatPower» como uptempo. Jocelyn Vena de MTV, comentó que "Bieber le brinda una dulce voz en el coro". De acuerdo con The Hollywood Reporter, la canción interpola elementos dance-club.

## Video musical
Will.i.am tuiteó el 21 de marzo que estaba listo con los ensayos para el video. El 25 de marzo, Capital FM reportó que will.i.am fue visto con parte de la producción del video en Los Ángeles, California. El video fue estrenado el 19 de abril de 2013 y fue filmado en Japón. Una versión alternativa del video se encuentra disponible a través de un enlace privado en Youtube. Esta versión no contiene audio y es mucho más largo que su versión original.
Una versión especial fue filmado con los judadores de la asociación nacional de Basketball (NBA), que incluye a LeBron James, Dwyane Wade, Kevin Durant, Dwight Howard, Carmelo Anthony y Chris Paul, para ser usado en la introducción del NBA Playoffs 2013, transmitido por televisión en ABC y ESPN.
El 17 de julio de 2013, este video fue nominado a un premio MTV Video Music Award en la categoría Mejor coreografía.

## Presentaciones en vivo
will.i.am presentó la canción en el Le Grand Journal el 6 de abril de 2013. Cuatro días después, el la interpretó en el The Jonathan Ross Show, haciendo una presentación similar a la anterior. El 23 de abril cantó para la final del programa Dancing with the Stars, en donde se pudo ver mediante un video, a su intérprete colaborador, Justin Bieber. El 19 de mayo, will.i.am y Justin Bieber presentaron en vivo la canción durante la entrega de los Billboard Music Awards 2013, en Las Vegas.

## Formatos
- Digitales

| «#thatPOWER» — Descarga digital |                                  |          |  |
| N.º                             | Título                           | Duración |  |
| 1.                              | «#thatPOWER» (con Justin Bieber) | 4:39     |  |

- Materiales

| «#thatPOWER» — Sencillo en CD |                                                 |          |  |
| N.º                           | Título                                          | Duración |  |
| 1.                            | «#thatPOWER» (con Justin Bieber)                | 4:39     |  |
| 2.                            | «#thatPOWER» (con Justin Bieber) (Instrumental) | 4:39     |  |

## Posicionamiento en listas

### Semanales
| Alemania          | German Singles Chart    | 7  |
| Australia         | ARIA Singles Chart      | 6  |
| Austria           | Austrian Singles Chart  | 13 |
| Bélgica (Flandes) | Ultratop 50             | 15 |
| Bélgica (Valonia) | Ultratop 40             | 9  |
| Brasil            | Hot 100 Airplay         | 52 |
| Canadá            | Canadian Hot 100        | 6  |
| Dinamarca         | Danish Singles Chart    | 19 |
| Escocia           | Official Charts Company | 1  |
| España            | Spanish Singles Chart   | 45 |
| Estados Unidos    | Billboard Hot 100       | 17 |
| Estados Unidos    | Pop Songs               | 11 |
| Estados Unidos    | Digital Songs           | 9  |
| Estados Unidos    | Hot Dance Club Songs    | 10 |
| Estados Unidos    | Dance/Electronic Songs  | 3  |
| Finlandia         | Suomen virallinen lista | 13 |
| Francia           | French Singles Chart    | 11 |
| Hungría           | Rádiós Top 40           | 27 |
| Irlanda           | Irish Singles Chart     | 5  |
| Israel            | Media Forest            | 10 |
| Italia            | FIMI                    | 20 |
| Noruega           | VG-lista                | 4  |
| Nueva Zelanda     | NZ Top 40 Singles Chart | 16 |
| Países Bajos      | Dutch Single Top 100    | 14 |
| Reino Unido       | UK Singles Chart        | 2  |
| Reino Unido       | UK R&B Chart            | 1  |
| República Checa   | IFPI                    | 32 |
| Suecia            | Sverigetopplistan       | 3  |
| Suiza             | Swiss Singles Chart     | 23 |

### Certificaciones
| País          | Organismo certificador | Certificación | Unidades certificadas | Ref.   |
| ------------- | ---------------------- | ------------- | --------------------- | ------ |
| Alemania      | BVMI                   | Oro           | 150 000               | [ 41 ] |
| Australia     | ARIA                   | 2× Platino    | 140 000               | [ 42 ] |
| Dinamarca     | IFPI — Dinamarca       | Platino       | 30 000                | [ 43 ] |
| Italia        | FIMI                   | Oro           | 30 000                | [ 44 ] |
| Nueva Zelanda | RIANZ                  | Oro           | 7500                  | [ 45 ] |
| Reino Unido   | BPI                    | Oro           | 400 000               | [ 46 ] |

## Lanzamientos
| País           | Fecha               | Formato                     | Sello              |
| -------------- | ------------------- | --------------------------- | ------------------ |
| Canadá         | 18 de marzo de 2013 | Descarga digital            | Universal Music    |
| Estados Unidos | 18 de marzo de 2013 | Descarga digital            | Interscope Records |
| Estados Unidos | 26 de marzo de 2013 | Mainstream & Rhythmic radio | Interscope Records |
| Alemania       | 29 de marzo de 2013 | Descarga digital            | Universal Music    |
| Reino Unido    | 3 de abril de 2013  | Mainstream radio            | Polydor Records    |
| Reino Unido    | 14 de abril de 2013 | Descarga digital            | Polydor Records    |
| Alemania       | 26 de abril de 2013 | Sencillo en CD              | Universal Music    |